# Perivoj Vladimira Nazora u Zadru
Perivoj Vladimira Nazora, nekadašnji Perivoj Blažeković je najveći zadarski perivoj. 
Nastao je na bivšoj gradskoj utvrdi Forte, veličine oko 5,5 ha. Utvrda je podignuta na mjestu gradskog predgrađa - Varoša u 16. stoljeću po nacrtu i pod nadzorom mletačkog generala Sforze Pallavicina. U njoj je sagrađeno više vojarni, skladišta, barutana, te cisterna. 
Perivoj je podignut od 1888. – 1890. godine zaslugom austrijskog namjesnika za Dalmaciju Dragutina Blažekovića. Po otvorenju 1890. nazvan je Vojni perivoj. Iako je bio otvoren za javnost i dalje je bio pod vojnom upravom. Da bi zadržala pravo vlasništva nad utvrdom odnosno perivojem, vojska je zatvarala perivoj za javnost jedan dan u godini, obično u proljeće. U novinama bi bilo objavljeno da se zatvara zbog vojne vježbe, ali to je vjerojatno bila dobra prilika da se detaljno uredi pred kretanje vegetacije. 
Kako je Dragutin Blažeković iste godine umirovljen, a nakon tri godine je i umro, njemu u čast perivoj je nazvan Perivoj Blažeković. Iako malo oštećena, o podizanju perivoja i danas svjedoči kamena ploča na kojoj piše:
"Dieser Park wurde von den k : k : k Truppen unter werktätiger Aushilfe der k : k : Forst-inspection aufgelegt 1888-1890" / Ovaj perivoj su podigle carske i kraljevske trupe, pod djelotvornim nadzorom carsko-kraljevske šumarske inspekcije, 1888. – 1890.  
U perivoju su uređene staze obrubljene kamenom pješčenjakom i veprinom, postavljene su klupe i rasvjeta. Po nacrtu iz 1906. god. parter je bio bogato posađen, a u njemu je postojala i bogata kolekcija ruža. Aleje čempresa još su i danas vidljive, kao i stoljetni borovi, te neke druge vrste. Jedino su lovori vremenom iz grmova prerasli u velika stabla i počeli dominirati perivojem, te pomalo cvjetni parter prekrili gustim sklopom krošnji. U perivoj se ulazilo kroz nekadašnje ulaze u utvrdu sa zapadne i istočne strane. Kako je utvrda bila nekad okružena obrambenim kanalima s morem, te morskom obalom, perivoj su zvali i "Zeleni otok". Istočni kanal je zatrpan prije otvorenja perivoja, dok je zapadni, između bastiona Grimani tj. Gradskog perivoja i Fortea tj. Perivoja Blažeković još postojao. 
Godine 1909. u perivoju su otvorena nova, sjeverna vrata koja su omogućila lakši prilaz perivoju, a otvorena su jer je tu izgrađena nova prometnica. Tada je perivoj dijelom preuređen i izmijenjen je raspored staza u tom dijelu. Blizu ulaza je napravljen ribnjak s vodoskokom u sredini. 
Godine 1910. u perivoju je postavljena brončana bista Dragutina Blažekovića na kamenom secesijskom postamentu. Autor biste poznati je zadarski kipar Bruno Bersa. U perivoju je postojala i bista cara Franje Josipa, ali nažalost, obje su biste uklonjene u doba talijanske vlasti i nisu sačuvane do danas. Dolaskom Talijana na vlast perivoj je prestao biti pod vojnom upravom. Vojna cisterna je uređena, pa je od tada služila i za javnu upotrebu. U doba talijanske vlasti, pred Drugi svjetski rat, kroz utvrdu je probijen i kolni prilaz vojarni, tako da je južni dio perivoja ostao odcijepljen. 
Unatoč znatnim oštećenjima od bombardiranja tijekom rata, perivoj je ostao sačuvan do danas u nepromijenjenoj veličini, zahvaljujući tome što je na utvrdi Forte. Nakon rata je obnovljen, a 1968. godine je proglašen spomenikom prirode.
Tekst preuzet s Nasadi d.o.o. Zadar